# Szołomicze
Szołomicze (biał. Шаломічы; ros. Шоломичи) – wieś na Białorusi, w obwodzie brzeskim, w rejonie pińskim, w sielsowiecie Boryczewicze.

## Historia
Za udział tutejszej szlachty w powstaniu styczniowym władze carskie nałożyły na wieś kontrybucję w wysokości 25 rubli w złocie.
W dwudziestoleciu międzywojennym leżały w Polsce, w województwie poleskim, w powiecie pińskim, w gminie Lemieszewicze. Po II wojnie światowej w granicach Związku Sowieckiego. Od 1991 w niepodległej Białorusi.

## Pomnik powstańców styczniowych
W 1933, w LXX rocznicę wybuchu powstania styczniowego, odsłonięto w Szołomiczach pomnik powstańców styczniowych pochodzących z tej wsi - Antoniego Szołomickiego oraz Bazylego i Szymona Kałłaurów. W 1939, podczas okupacji sowieckiej, pomnik został zniszczony na polecenie władz okupacyjnych. Tablicę i krzyż wrzucono do bagna.
W 2017 powstał komitet mający na celu odbudowę pomnika. Po uzyskaniu zgody władz i zebraniu funduszy, 29 sierpnia 2020 odsłonięto nowy, granitowy pomnik. Nad pomnikiem znajduje się wizerunek Orła Białego w koronie z krzyżem, a pod nim napis 1863. Na tablicy wyryto tą samą inskrypcję, która znajdowała się na pomniku z 1933, z tą różnicą, że pod napisem w języku polskim umieszczono ten sam tekst w języku białoruskim.